# Mücka
Mücka (szorb nyelven Mikow) település Németországban, azon belül Szászország tartományban. Lakosainak száma 964 fő (2023. december 31.). Mücka Hohendubrau és Quitzdorf am See községekkel határos.

## Népesség
A település népességének változása:
| Lakosok száma | 968  | 967  | 948  | 959  | 964  |
|               | 2017 | 2019 | 2021 | 2022 | 2023 |